# Famille Delagrange
Pour les articles homonymes, voir Delagrange.
La famille Delagrange , originaire de Buxy (Saône-et-Loire, France) et réfugiée pour cause de religion en pays de Vaud (Suisse) en 1687, y a fait souche et a produit plusieurs architectes.

## Historique
François Delagrange, l’ancêtre de la branche vaudoise, demeure au début du XVIIe siècle au hameau de la Varandaine, proche de Buxy. Il épouse Pierrette Betot. Leur fils, Pierre (né vers 1638), menuisier, s’allie à Marie Gallois en 1663 et tous deux, après la révocation de l'édit de Nantes, s’exilent en Suisse avec leurs quatre enfants, qui sont Guillaume Delagrange, futur architecte, Jeanne, Sara et Pierre ; ce dernier sera comme son père menuisier.
Passant par Genève, ils s’installent tout d’abord à Vevey, puis, après l’incendie de cette ville en 1688, à Lausanne, où ils feront souche.
La famille a donné des menuisiers de talent et surtout des architectes qui ont marqué la Suisse romande: Guillaume Delagrange et son fils Gabriel Delagrange, constructeurs de maints temples, châteaux et maisons de maître dans le canton de Vaud et jusque dans le canton de Neuchâtel. Jean-Pierre Delagrange, le frère de Gabriel, architecte lui aussi, est moins connu.

## Filiation

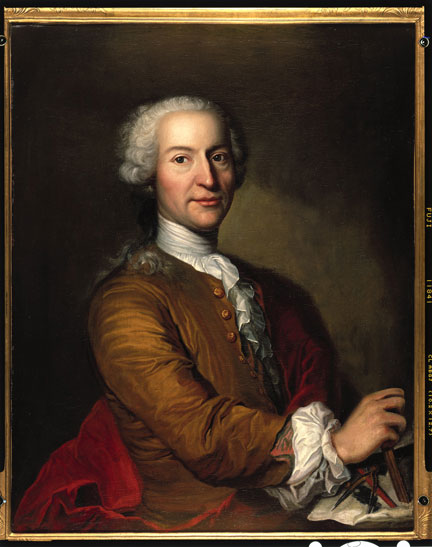
Portrait de l'architecte suisse Gabriel Delagrange
(peinture de 1758).

La généalogie de la famille a été commencée au début du XVIIIe siècle par Pierre Delagrange et continuée par ses successeurs. En voici les principaux premiers représentants :
- François de La Grange, « sire de Verrandin »[c] [Varandaine], épouse Pierrette Betot.
  - Pierre, né au « château de Verrandin » en 1638, est baptisé à Bussy [d]. Il épouse en 1663, Marie Galois, de Bussy, et « s’étant établis dans la maison de domaine de Bussy », y ont eu neuf enfants, savoir six fils et trois filles, desquels cinq sont morts avant les persécutions. Les quatre autres, avec leur père et mère, sont sortis de France vers 1687, abandonnant leurs biens, à cause des persécutions contre les protestants.
    - Guillaume Delagrange, né le 11 décembre 1664, baptisé en l’église réformée de Bussy. Il épouse en premières noces à Lausanne le 17 mars 1697 Jeanne Françoise Cattonet. Ils ont dix enfants. Puis, veuf le 1er février 1715, il se marie en secondes noces le 22 janvier 1716 avec Marie Madeleine Rosset, citoyenne de Lausanne, dont il n’a pas eu d’enfant. Il meurt à Lausanne en 1733.
      - Jean Pierre Delagrange (Lausanne, 1700-1763), architecte[7]. Il est notamment l'auteur de la rénovation du château de Lausanne[8],[9].
      - Gabriel Delagrange, né à Lausanne le 4 décembre 1715 et mort dans la même ville le 2 août 1794. Veuf en 1757 d’Anne Bonnet, qui lui a donné quatre enfants, il se remarie avec Susanne Judith Rémy[10], fille de son cousin germain Paul Rémy. Cette seconde épouse, de seize ans sa cadette, lui donne encore sept enfants (dont quatre survivront)[6].

    - Jeanne, née le 21 septembre 1666, baptisée en l’église réformée à Bussy. Elle épouse en premières noces Simon Bonnet, d’Yverdon, dont elle a cinq enfants, tous morts avant elle, et en secondes noces Jean Gérard de Pinthalle, de Lausanne. Elle meurt à Lausanne le 14 septembre 1744.
    - Sara, née à Bussy le 26 avril 1674, mariée en premières noces avec M. Bonnet, père du mari de sa sœur Jeanne. Elle n’en a pas eu d’enfants. Elle se marie en secondes noces avec Jacques Rémy, de Lausanne, dont elle a deux fils. L’aîné est mort garçon. Le second, Paul, a été marié deux fois : 1) avec Susanne Catherine, d’Annonay, dont il a eu onze enfants, et 2) avec Henriette d’Islens, dont il a eu un fils, allé au service de Russie.
    - Pierre, né à Bussy le 11 novembre 1676. Il épouse en premières noces Jeanne Cottonet, sœur de l’épouse de son frère Guillaume, dont il a eu dix enfants, dont sept sont morts en bas âge et les trois restants, Philippe, George, Susanne. Veuf, il épouse en secondes noces une demoiselle Panchaud, de Lausanne dont il a eu une fille, morte enfant[1].

## Pour approfondir